# El Diario de Atacama
El Diario de Atacama (también conocido como Diario Atacama y fundado simplemente como Atacama) es un periódico chileno, de carácter regional, editado en la ciudad de Copiapó, capital de la Región de Atacama. Su actual director (David Doll), es también el director del semanario La Estrella del Huasco, editado en Copiapó pero distribuido sólo en Vallenar, Freirina, Huasco y Alto del Carmen.
El periódico pertenece a la Empresa Periodística El Norte S.A. (con sede en Antofagasta), la cual es filial de El Mercurio S.A.P.. Asimismo, el periódico se encuentra afiliado a la Asociación Nacional de la Prensa.

## Historia
El periódico tiene como antecesor al diario El Amigo del País, fundado en 1872 y que en 1960 fue adquirido por Antonio Puga Rodríguez, quien en febrero de 1961 lo renombró como La Prensa. Este último se mantuvo en publicaciones hasta mediados de 1970, cuando fue fundado el diario Atacama.
El diario Atacama fue fundado por Antonio Puga Rodríguez el 1 de agosto de 1970 en la ciudad de Copiapó, y desde sus inicios tuvo fuertes vínculos con el diario serenense El Día. Sus primeras oficinas estaban ubicadas en la esquina de las calles Colipí y O'Higgins, en el sitio donde actualmente se encuentra una sucursal del Banco de Chile.
El periódico ha cubierto noticias de especial importancia para la región, siendo una de las más importantes en sus primeros años la crónica que realizó del paso de la "Caravana de la Muerte" por la zona en octubre de 1973. En 1982 el periódico es adquirido por Samuel Salgado, en ese entonces director del matutino, quien había ingresado a trabajar al Diario de Atacama en 1972.
En agosto de 2000 inauguró su sitio web, y en 2002 un incendio destruyó las dependencias del periódico, por lo que los ejemplares de las ediciones posteriores al desastre fueron impresos temporalmente en las oficinas de El Mercurio de Antofagasta, en la ciudad homónima. En 2004 el diario pasa a manos de la Sociedad Periodística El Norte S.A., que lo relanza el 17 de abril del mismo año bajo el nombre El Diario de Atacama. En 2007 el periódico, al igual que los demás diarios de la Empresa Periodística El Norte, realizó una cobertura especial de los eventos ocurridos tras el terremoto de noviembre que sacudió a la II Región de Antofagasta y parte de la III Región de Atacama.
Desde 2008, El Diario de Atacama expande su presencia en Internet más allá de su sitio web propio, teniendo una cuenta propia en el portal de videos YouTube y un sitio en Facebook. De la misma manera, el diario mantiene un convenio con Radio Digital FM, y durante la programación de la radioemisora se emiten boletines informativos del acontecer regional. Esta misma situación se repite en numerosos periódicos del país (la mayoría afiliados a El Mercurio).
El 25 de agosto de 2011, El Diario de Atacama realiza un cambio de diseño gráfico y formato, pasando del tamaño tabloide a berlinés.
En 2019, la sede del Diario de Atacama fue vandalizado siendo destruido en el estallido social, dejando al diario solamente ser impreso desde Antofagasta.

## Suplementos
El Diario de Atacama publicaba los días viernes (al igual que los diarios La Estrella de Arica, La Estrella de Iquique, La Estrella del Norte, La Estrella del Loa, La Prensa de Tocopilla, La Estrella de Valparaíso, y El Líder de San Antonio; y los semanarios La Estrella del Huasco y El Líder de Melipilla) el suplemento femenino Genoveva. Dicho suplemento se dejó de publicar en 2009.
Los días domingo circula el suplemento Temas y Reportajes, que contiene entrevistas e informes sobre temas de actualidad regional. Dicho suplemento cambió de nombre el 28 de agosto de 2011, pasando a llamarse Domingo. Los lunes aparece una sección con informaciones de la comuna de Caldera al final de la sección Actualidad. Lo mismo ocurre con noticias de Chañaral los días miércoles.